# Comté de Garissa
Le comté de Garissa (jusqu'en 2010, le district de Garissa)  est un des trois comtés de l'ancienne province nord-orientale au Kenya. En 2019, 841 353 personnes vivaient sur une superficie de 44 753 km2. Il est peuplé presque exclusivement par des Somali. Son chef-lieu est Garissa. Il est traversé par la ligne équinoxiale et possède un littoral de 15 km sur l'océan Indien.

## Géographie et géologie
Le comté possède, à son extrémité sud-est, un littoral de 15 km sur l'océan Indien. Il est bordé à l'est par la région de Jubbada Hoose en Somalie, au nord par le comté de Wajir, au nord-ouest par le comté d'Isiolo, à l'ouest par le comté de la rivière Tana et au sud par le comté de Lamu.
Le point culminant est la colline de Katumba à 624 m (0° 43′ 54″ S, 38° 48′ 40″ E) tandis que l'altitude la moins élevée est l'océan Indien.

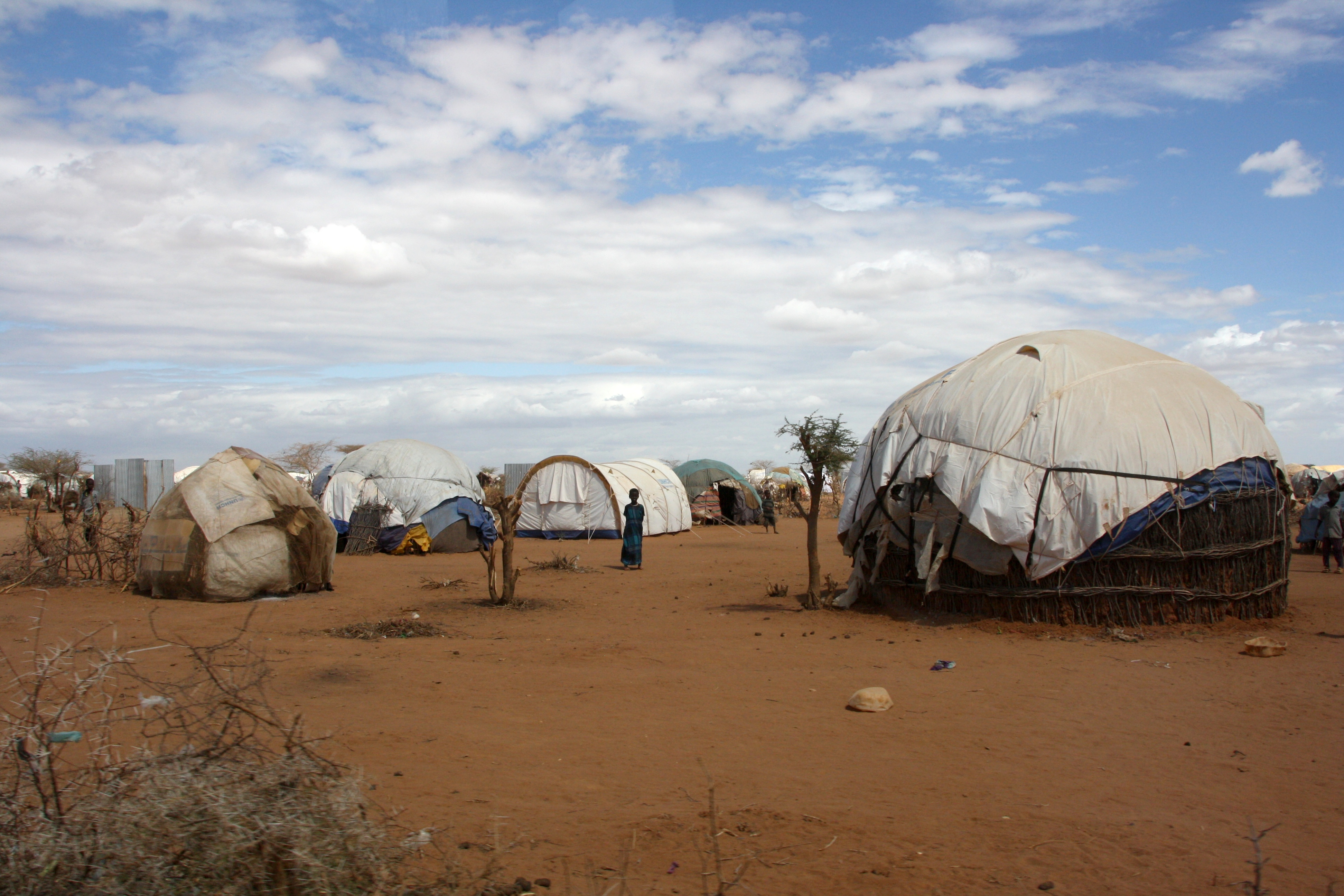
Abris de réfugiés dans le camp de Dadaab, nord du Kenya, juillet 2011

## Climat
Le comté a un climat aride , avec des températures comprises entre 33 et 42 ° C.

## Population
En 2005, 62% de la population vivait en dessous du seuil de pauvreté et environ 80% étaient analphabètes. La mortalité infantile dans le comté est élevée, dans les villes 8,9% des enfants sont décédés avant leur 5e anniversaire en 2002 contre 14,6% dans les campagnes.
Au 31 août 2016, le comté de Garissa comptait plus de 260 000 réfugiés somaliens dans les camps de réfugiés de Dadaab.

## Économie
Les habitants du comté de Garissa vivent principalement de l' élevage nomade, seulement 1% de la superficie est considérée comme agricole. Les denrées principalement cultivées sont les bananes, les mangues et les citrons.

## Transport et infrastructure
Le comté de Garissa possède 1 500 km de routes dont 10% sont asphaltées, 17 grands centres commerciaux, dont un seul a l'électricité, 29 établissements de santé, 3 bureaux de poste et 7 banques.

## Gouvernement

### Pouvoir exécutif
L'autorité exécutive du comté comporte un gouverneur, un vice-gouverneur plus un maximum de dix membres élus pour un mandat de cinq ans. L'élection se tient le 2e mardi du mois d'août tous les cinq ans. Le gouverneur et le vice-gouverneur sont élus à la majorité relative par le corps électoral du comté, les autres membres sont nommés par le gouverneur avec l'approbation de l'Assemblée locale.

### Pouvoir législatif
Le comté possède sa propre Assemblée renouvelée tous les cinq ans composée de :
- 1 Président ex officio ;
- autant d'élus que le comté compte de subdivisions municipales (Ward). Si le nombre d'élus (hormis le président) est inférieur à 25, il est porté à 25.

## Subdivision administrative

### Circonscriptions
Elle compte six circonscriptions :
- Circonscription du canton de Garissa
- Circonscription de Fafi
- Circonscription de Dadaab
- Circonscription de Lagdera
- Circonscription de Balambala
- Circonscription d'Ijara

### Divisions
| Division   | Population (1999). | Chef-lieu  |
| ---------- | ------------------ | ---------- |
| Balambala  | 13.071             |            |
| Benane     | 13.381             | Benane     |
| Bura       | 13.009             |            |
| Central    | 70.791             | Garissa    |
| Dadaab     | 103.671            | Dadaab     |
| Danyere    | 8.652              |            |
| Jarajila   | 50.455             |            |
| Liboi      | 17.140             | Liboi      |
| Modogashe  | 14.656             | Mado Gashi |
| Sankuri    | 11.713             |            |
| Shant-Abak | 13.329             |            |
| Total      | 329.868            | -          |

## Services et urbanisation
| Urbanisation              | 23,5 |
| Alphabetisation           | 52,4 |
| Scolarisation (15-18 ans) | 43,9 |
| Routés pavées             | 0    |
| Routes carrossables       | 54,1 |
| Accès à l'électricité     | 11,6 |
| Taux de pauvreté          | 49,2 |
| tatistiques pour le comté |      |

 Source:(en) USAid Kenya